# 2002 PE155
2002 PE155, também escrito como 2002 PE155, é um objeto transnetuniano que está localizado no Cinturão de Kuiper, uma região do Sistema Solar. Este objeto é classificado como um cubewano. Ele possui uma magnitude absoluta de 6,2 e tem um diâmetro estimado com cerca de 253 km. O astrônomo Mike Brown lista este corpo celeste em sua página na internet como um candidato a possível planeta anão.

## Descoberta
2002 PE155 foi descoberto no dia 12 de agosto de 2002 pelo astrônomo Marc W. Buie.

## Órbita
A órbita de 2002 PE155 tem uma excentricidade de 0,000 e possui um semieixo maior de 43,050 UA. O seu periélio leva o mesmo a uma distância de 43,050 UA em relação ao Sol e seu afélio a 43,050 UA.